# أليكس ليون (رسام)
أليكس ليون (بالمجرية: Leon Alex)‏ هو رسام مجري، ولد في 30 مايو 1907 في بيتروشاني في رومانيا، وتوفي في 1944 في أوستروغ في أوكرانيا.